# Luomajärvi (sjö i Norra Österbotten)
Luomajärvi är en sjö i Finland. Den ligger i kommunen Kuusamo i landskapet Norra Österbotten, i den nordöstra delen av landet, 600 km norr om huvudstaden Helsingfors. Luomajärvi ligger 232,6 meter över havet. Arean är 56,4 hektar och strandlinjen är 7,18 kilometer lång. Sjön  ingår i Uleälvens huvudavrinningsområde. 